# Grand Prix San Marina 2000
Grand Prix San Marina XX Gran Premio Warsteiner di San Marino
- 9. duben 2000
- Okruh Imola
- 62 kol x 4,933 km = 305,609 km
- 649. Grand Prix
- 38. vítězství Michaela Schumachera
- 128. vítězství pro Ferrari

## Výsledky
| Pozice | Jezdec                | Vůz             | Čas             |
| ------ | --------------------- | --------------- | --------------- |
| 1      | Michael Schumacher    | Ferrari F1-2000 | 1:31'39.776     |
| 2      | Mika Häkkinen         | McLaren MP4/15  | á 0:01:168      |
| 3      | David Coulthard       | McLaren MP4/15  | á 0:51:008      |
| 4      | Rubens Barrichello    | Ferrari F1-2000 | á 1:29:276      |
| 5      | Jacques Villeneuve    | BAR 002         | á 1 kolo        |
| 6      | Mika Salo             | Sauber C19      | á 1 kolo        |
| 7      | Eddie Irvine          | Jaguar R1       | á 1 kolo        |
| 8      | Pedro Diniz           | Sauber C19      | á 1 kolo        |
| 9      | Alexander Wurz        | Benetton B200   | á 1 kolo        |
| 10     | Johnny Herbert        | Jaguar R1       | á 1 kolo        |
| 11     | Giancarlo Fisichella  | Benetton B200   | á 1 kolo        |
| 12     | Ricardo Zonta         | BAR 002         | á 1 kolo        |
| 13     | Gaston Mazzacane      | Minardi M02     | á 2 kola        |
| 14     | Jos Verstappen        | Arrows A21      | á 3 kola        |
| 15     | Jarno Trulli          | Jordan EJ10     | á 4 kola        |
| Kolo   | Odstoupili            | -               | -               |
| 49     | Pedro de la Rosa      | Arrows A21      | Havárie         |
| 45     | Ralf Schumacher       | Williams FW22   | Palivový systém |
| 25     | Jean Alesi            | Prost AP03      | Hydraulika      |
| 22     | Nick Heidfeld         | Prost AP03      | Hydraulika      |
| 5      | Jenson Button         | Williams FW22   | Motor           |
| 5      | Marc Gene             | Minardi M02     | Havárie         |
| 4      | Heinz-Harald Frentzen | Jordan EJ10     | Převodovka      |

### Nejrychlejší kolo
- Mika HAKKINEN McLaren Mercedes 	1'26,523 - 205.250 km/h

### Vedení v závodě
- 1-44 kolo Mika Häkkinen
- 45-62 kolo Michael Schumacher

### Postavení na startu
- Modře – startoval z boxu
- Zeleně – anulován čas pro přijmutí cizí pomoci

| 1. řada  | 1                    | 2                     |
|          | Mika Häkkinen        | Michael Schumacher    |
|          | McLaren              | Ferrari               |
|          | 1'24.714             | 1'24.805              |
| 2. řada  | 3                    | 4                     |
|          | David Coulthard      | Rubens Barrichello    |
|          | McLaren              | Ferrari               |
|          | 1'25.014             | 1'25.242              |
| 3. řada  | 5                    | 6                     |
|          | Ralf Schumacher      | Heinz-Harald Frentzen |
|          | Williams             | Jordan                |
|          | 1'25.871             | 1'25.892              |
| 4. řada  | 7                    | 8                     |
|          | Eddie Irvine         | Jarno Trulli          |
|          | Jaguar               | Jordan                |
|          | 1'25.929             | 1'26.002              |
| 5. řada  | 9                    | 10                    |
|          | Jacques Villeneuve   | Pedro Diniz           |
|          | BAR                  | Sauber                |
|          | 1'26.124             | 1'26.238              |
| 6. řada  | 11                   | 12                    |
|          | Alexander Wurz       | Mika Salo             |
|          | Benetton             | Sauber                |
|          | 1'26.281             | 1'26.336              |
| 7. řada  | 13                   | 14                    |
|          | Pedro de la Rosa     | Ricardo Zonta         |
|          | Arrows               | BAR                   |
|          | 1'26.349             | 1'26.814              |
| 8. řada  | 15                   | 16                    |
|          | Jean Alesi           | Jos Verstappen        |
|          | Prost                | Arrows                |
|          | 1'26.824             | 1'26.845              |
| 9. řada  | 17                   | 18                    |
|          | Johnny Herbert       | Jenson Button         |
|          | Jaguar               | Williams              |
|          | 1'27.051             | 1'27.135              |
| 10. řada | 19                   | 20                    |
|          | Giancarlo Fisichella | Gaston Mazzacane      |
|          | Benetton             | Minardi               |
|          | 1'27.253             | 1'28.231              |
| 11. řada | 21                   | 22                    |
|          | Marc Gené            | Nick Heidfeld         |
|          | Minardi              | Prost                 |
|          | 1'28.333             | 1'28.361              |
| -------- | -------------------- | --------------------- |

- 107 % = 1'30"644

### Zajímavosti
- 24 pole pro Hakkinena
- První body pro McLaren a Sauber v roce 2000
- 100 GP pro Eddie Irvina

| Pole position  | Vítězství          | Nej. kolo      |
| Finsko         | Německo            | Finsko         |
| Mika Häkkinen  | Michael Schumacher | Mika Häkkinen  |
| McLaren MP4/15 | Ferrari F1-2000    | McLaren MP4/15 |
| 1'24.714       | 1:31'39.776        | 1'26.523       |
| 209.632 km/h   | 200.198 km/h       | 205.250 km/h   |
| -------------- | ------------------ | -------------- |

### Stav MS
- Zelená - vzestup
- Červená - pokles

| *  | Jezdec                | Body |
| -- | --------------------- | ---- |
| 1  | Michael Schumacher    | 30   |
| 2  | Rubens Barrichello    | 9    |
| 3  | Giancarlo Fisichella  | 8    |
| 4  | Ralf Schumacher       | 6    |
| 5  | Mika Häkkinen         | 6    |
| 6  | Jacques Villeneuve    | 5    |
| 7  | Heinz-Harald Frentzen | 4    |
| 8  | David Coulthard       | 4    |
| 9  | Jarno Trulli          | 3    |
| 10 | Ricardo Zonta         | 1    |
| 11 | Jenson Button         | 1    |
| 12 | Mika Salo             | 1    |

| * | Vůz      | Body |
| - | -------- | ---- |
| 1 | Ferrari  | 39   |
| 2 | McLaren  | 10   |
| 3 | Benetton | 8    |
| 4 | Jordan   | 7    |
| 5 | Williams | 7    |
| 6 | BAR      | 6    |
| 7 | Sauber   | 1    |

| * | Jezdec         | Body |
| - | -------------- | ---- |
| 1 | Německo        | 40   |
| 2 | Itálie         | 11   |
| 3 | Brazílie       | 10   |
| 4 | Finsko         | 7    |
| 5 | Kanada         | 5    |
| 6 | Velká Británie | 5    |